# قائمة الجامعات الإسلامية
تُعتبر الجامعات الإسلامية من بين الأولى إنشاء في العالم، فهي جامعات تتميز كلياتها بالاهتمام الحصري باللغة العربية وبالدين الإسلامي.
وتتواجد هذه الجامعات الإسلامية عادة بجوار مساجد، وتُستعمل للدلالة على هذه المؤسسات الجامعية ألفاظ معهد ومسجد وجامع، أو لفظ مدرسة.

## قائمة
| جامعة                              | بلد      | مسجد                       |
| ---------------------------------- | -------- | -------------------------- |
| جامعة حران                         | تركيا    | -                          |
| مدرسة تلمسان                       | الجزائر  | المسجد الكبير في تلمسان    |
| جامعة الأمير عبد القادر            | الجزائر  | مسجد الأمير عبد القادر     |
| كلية العلوم الإسلامية في الجزائر   | الجزائر  | جامع الجزائر               |
| جامعة المصطفی العالمیه             | إيران    | قم                         |
| جامعة آزاد الإسلامية               | إيران    | تهران                      |
| جامعة أم القرى                     | السعودية | المسجد الحرام              |
| الجامعة الإسلامية بالمدينة المنورة | السعودية | المسجد النبوي              |
| جامعة الأزهر                       | مصر      | الجامع الأزهر              |
| جامعة القرويين                     | المغرب   | جامع القرويين              |
| مدرسة ابن يوسف في مراكش            | المغرب   | مسجد المواسين              |
| المدرسة المرينية في سلا            | المغرب   | المسجد الكبير في سلا       |
| الجامعة الإسلامية بالنيجر          | النيجر   | مسجد نيامي الكبير          |
| جامعة الأقصى (غزة)                 | فلسطين   | المسجد الأقصى (القدس)      |
| الجامعة الإسلامية في غزة           | فلسطين   | المسجد العمري الكبير (غزة) |
| جامعة الزيتونة                     | تونس     | جامع الزيتونة              |
| الجامعة الإسلامية في أوغندا        | أوغندا   | المسجد الوطني في أوغندا    |
| جامعة أم درمان الإسلامية           | السودان  | مسجد النيلين               |
| الجامعة المحمدية في الهند          | الهند    | مسجد عائشة الدعيج          |
| جامعة دار الهدى الإسلامية          | الهند    | المسجد الجامع في دلهي      |

### مواضيع ذات صلة
- قائمة الجامعات العربية
- قائمة الجامعات في إفريقيا

### وصلات خارجية
- الموقع الرسمي لكلية العلوم الإسلامية بالجزائر نسخة محفوظة 1 أبريل 2010 على موقع واي باك مشين.

### فيديوهات
- روبورتاج حول جامعة الأمير عبد القادر للعلوم الإسلامية على يوتيوب.